# Рогузьно (Згерський повіт)
Рогузьно (пол. Rogóźno) — село в Польщі, у гміні Згеж Згерського повіту Лодзинського воєводства.
Населення — 117 осіб (2011).
У 1975-1998 роках село належало до Лодзинського воєводства.

## Демографія
Демографічна структура станом на 31 березня 2011 року:
|          | Загалом | Допрацездатний вік | Працездатний вік | Постпрацездатний вік |
| -------- | ------- | ------------------ | ---------------- | -------------------- |
| Чоловіки | 47      | 11                 | 31               | 5                    |
| Жінки    | 70      | 16                 | 38               | 16                   |
| Разом    | 117     | 27                 | 69               | 21                   |